# 줄루문둥이박쥐
줄루문둥이박쥐 또는 알로에문둥이박쥐(Neoromicia zuluensis)는 애기박쥐과에 속하는 박쥐의 일종이다. 앙골라와 보츠와나, 콩고민주공화국, 에티오피아, 케냐, 말라위, 나미비아, 남아프리카공화국, 남수단, 우간다, 잠비아 그리고 짐바브웨에서 발견된다.
자연 서식지는 건조 사바나 지역과 습윤 사바바 그리고 무더운 사막 지역이다.